# مخانه
مخانه (به صربی: Mehane) یک منطقهٔ مسکونی در صربستان است که در کورشوملیا واقع شده‌است. مخانه ۵۴ نفر جمعیت دارد.